# Christopher Freeman
Christopher Freeman (* 11. September 1921; † 16. August 2010) war ein britischer Wirtschaftswissenschaftler und einer der wichtigsten zeitgenössischen Theoretiker der Kondratjew-Zyklen. Er war Professor für Wissenschaftspolitik an der University of Sussex und der Gründungsdirektor des dortigen Technologie- und Innovationszentrums SPRU (Science Policy Research Unit), dessen Neubau nach ihm benannt ist.
1987 erhielt er den John Desmond Bernal Prize der Society for Social Studies of Science.

## Werke
- The Economics of Hope, Pinter, London, 1992.
- Work for All or Mass Unemployment (mit Luc Soete), Pinter, London, 1994.
- The Economics of Industrial Innovation, 3rd edn. (mit Luc Soete), Pinter, London, 1997.
- La creatività scientifica nello sviluppo economico, Di Renzo Editore, Roma, 1997
- As Time Goes By: From the Industrial Revolutions to the Information Revolution (mit Francisco Louça), Oxford, Oxford University Press, 2001.